# Чемпионат РСФСР по хоккею с шайбой 1949/1950
Третий чемпионат РСФСР по хоккею с шайбой был разыгран с января по 12 марта 1950 года.

## Предварительный этап
Первоначально планировалось участие 28 команд, разбитых на 4 зоны, в том числе 10 команд в Дальневосточной. В итоге участвовало 19 команд, как и в прошлом сезоне.

### 1-я зона
| М | Команда                    | 1       | 2       | 3       | 4       | 5       | 6       | 7       | И  | В  | Н | П | Ш   | О  |
| - | -------------------------- | ------- | ------- | ------- | ------- | ------- | ------- | ------- | -- | -- | - | - | --- | -- |
| 1 | «Химик» Электросталь       | -       | 4:0 0:1 | 1:0 1:1 | 2:0 4:2 | 4:2 в:п | 4:0 в:п | 8:1 2:0 | 12 | 10 | 1 | 1 | ?-? | 21 |
| 2 | «Динамо» Горький           | 0:4 1:0 | -       | 6:1     | 5:1 8:0 | 6:3 5:4 | 3:4 в:п | в:п 6:2 | 12 | 10 | 0 | 2 | ?-? | 20 |
| 3 | «Спартак» Калинин          | 0:1 1:1 | 1:6     | -       | 8:2 ?:? | 2:3 9:2 | 4:3 ?:? | 6:1 ?:? | 12 | ?  | ? | ? | ?-? | ?  |
| 4 | «Машиностроитель» Подольск | 0:2 2:4 | 1:5 0:8 | п:в ?:? | -       | ?:?     | ?:? 6:1 | ?:? 2:5 | 12 | ?  | ? | ? | ?-? | ?  |
| 5 | «Спартак» Люберцы          | 2:4 п:в | 3:6 4:5 | 3:2 2:9 | ?:?     | -       | 5:0 ?:? | 5:1 ?:? | 12 | ?  | ? | ? | ?-? | ?  |
| 6 | «Динамо» Иваново           | 0:4 п:в | 4:3 п:в | 3:4 ?:? | ?:? 1:6 | 0:5 ?:? | -       | 2:7 +:- | 12 | ?  | ? | ? | ?-? | ?  |
| 7 | «Локомотив» Ярославль      | 1:8 0:2 | п:в 2:6 | 1:6 ?:? | ?:? 5:2 | 1:5 ?:? | 7:2 -:+ | -       | 12 | ?  | ? | ? | ?-? | ?  |

### 2-я зона
| М | Команда            | 1        | 2       | 3         | 4        | 5         | И | В | Н | П | Ш     | О  |
| - | ------------------ | -------- | ------- | --------- | -------- | --------- | - | - | - | - | ----- | -- |
| 1 | «Динамо» МО        | -        | 6:2 5:0 | 10:1 8:3  | 6:1 4:3  | 8:1 7:0   | 8 | 8 | 0 | 0 | 54-11 | 16 |
| 2 | «Динамо» Тула      | 2:6 0:5  | -       | 4:3 4:0   | 9:3 4:4  | 5:2 3:0   | 8 | 5 | 1 | 2 | 31-23 | 11 |
| 3 | «Спартак» Пенза    | 1:10 3:8 | 3:4 0:4 | -         | 5:2 5:4  | 21:0 15:0 | 8 | 4 | 0 | 4 | 53-32 | 8  |
| 4 | «Наука» Саратов    | 1:6 3:4  | 3:9 4:4 | 2:5 4:5   | -        | 12:3 3:0  | 8 | 2 | 1 | 5 | 32-36 | 5  |
| 5 | «Большевик» Тамбов | 1:8 0:7  | 2:5 0:3 | 0:21 0:15 | 3:12 0:3 | -         | 8 | 0 | 0 | 8 | 6-74  | 0  |

### 3-я зона
| М | Команда               | 1        | 2       | 3        | 4        | 5       | 6        | 7        | И                              | В                              | Н                              | П                              | Ш                              | О                              |
| - | --------------------- | -------- | ------- | -------- | -------- | ------- | -------- | -------- | ------------------------------ | ------------------------------ | ------------------------------ | ------------------------------ | ------------------------------ | ------------------------------ |
| 1 | «Металлург» Серов     | -        | 1:4 2:2 | 7:1 10:3 | 5:2 ?:?  | 7:3 ?:? | 5:2 ?:?  | 9:1 ?:?  | ?                              | ?                              | ?                              | ?                              | ?-?                            | ?                              |
| 2 | «Спартак» Новосибирск | 4:1 2:2  | -       | ?:? 6:6  | 9:1 2:3  | 6:0 3:5 | 1:4 2:3  | 6:0 ?:?  | ?                              | ?                              | ?                              | ?                              | ?-?                            | ?                              |
| 3 | «Пищевик» Новосибирск | 1:7 3:10 | ?:? 6:6 | -        | 9:5 0:8  | 2:5 ?:? | ?:?      | ?:?      | ?                              | ?                              | ?                              | ?                              | ?-?                            | ?                              |
| 4 | «Динамо» Красноярск   | 2:5 ?:?  | 1:9 3:2 | 5:9 8:0  | -        | 0:5 3:3 | ?:? 10:0 | 12:2 ?:? | ?                              | ?                              | ?                              | ?                              | ?-?                            | ?                              |
| 5 | «Спартак» Челябинск   | 3:7 ?:?  | 0:6 3:5 | 5:2 ?:?  | 5:0 3:3  | -       | ?:?      | 5:0 ?:?  | ?                              | ?                              | ?                              | ?                              | ?-?                            | ?                              |
| 6 | «Металлург» Сталинск  | 2:5 ?:?  | 4:1 3:2 | ?:?      | ?:? 0:10 | ?:?     | -        | ?:?      | Команда снялась с соревнований | Команда снялась с соревнований | Команда снялась с соревнований | Команда снялась с соревнований | Команда снялась с соревнований | Команда снялась с соревнований |
| 7 | «Спартак» Красноярск  | 1:9 ?:?  | 0:6 ?:? | ?:?      | 2:12 ?:? | 0:5 ?:? | ?:?      | -        | Команда снялась с соревнований | Команда снялась с соревнований | Команда снялась с соревнований | Команда снялась с соревнований | Команда снялась с соревнований | Команда снялась с соревнований |

## Финал
Матчи прошли с 5 по 12 марта на стадионе «Спартак» в Куйбышеве. Кроме победителей зон были допущены вторые команды 1 и 3 зон. В отличие от прошлых первенств, победитель не перешёл во вторую группу чемпионата СССР, в связи с её расформированием.
| М | Команда               | 1   | 2   | 3   | 4   | 5   | И | В | Н | П | Ш     | О |
| - | --------------------- | --- | --- | --- | --- | --- | - | - | - | - | ----- | - |
|   | «Химик» Электросталь  | -   | 1:1 | 3:2 | 7:1 | 3:1 | 4 | 3 | 1 | 0 | 14-5  | 7 |
|   | «Динамо» Горький      | 1:1 | -   | 7:7 | 3:1 | 6:3 | 4 | 2 | 2 | 0 | 20-15 | 6 |
|   | «Динамо» МО           | 2:3 | 2:3 | -   | ?:? | ?:? | 4 | ? | ? | ? | ?-?   | ? |
| 4 | «Металлург» Серов     | 1:7 | 1:3 | ?:? | -   | ?:? | 4 | ? | ? | ? | ?-?   | ? |
| 5 | «Спартак» Новосибирск | 1:3 | 3:6 | ?:? | ?:? | -   | 4 | ? | ? | ? | ?-?   | ? |

### Состав чемпионов
Константин Селявин, Владимир Смирнов; 

Сергей Воробьёв, Владимир Ерёмин, Геннадий Орлов, Николай Селявин, Борис Сидоров, Николай Буравцев, Виктор Грачёв, Николай Иванов, Михаил Мосин, Юрий Мурашкин, Юрий Хулапов.

Тренер: Валентин Лютиков.